# Droga krajowa nr 27 (Węgry)
Droga krajowa nr 27 (węg. 27-es főút) – droga krajowa w północno-wschodnich Węgrzech. Długość - 44 km. Przebieg: 
- Sajószentpéter – skrzyżowanie z 26
- Edelény
- Szendrő
- granica węgiersko-słowacka Tornanádaska – Hosťovce